# Alberto Aquilani
Alberto Aquilani, född 7 juli 1984 i Rom, är en italiensk fotbollstränare och tidigare fotbollsspelare (mittfältare).

## Klubblagskarriär

### Tidig talang
Aquilani växte upp i en förmögen familj i en förort till Rom, där hans talang upptäcktes redan i tidig ålder. Som liten var hans favoritposition offensiv mittfältare, men kunde även spela centralt eller som yttermittfältare. Han upptäcktes av talangscouter från Roma när han spelade en lokal cupfinal och gjorde ett frisparksmål och två assisterande mål till sina lagkamrater. Aquilanis lag vann med 3–1. År 2001 erbjöd Chelsea och Arsenal Aquilani lukrativa kontrakt men han tackade nej med motiveringen att han ville spela för sitt favoritlag Roma.

### Serie A
Han gjorde Serie A-debut 10 maj 2003, i slutet av säsongen, mot Torino, men spelade nästa säsong, 2003/2004, hos Triestina på lån. Aquilani återvände till Roma till säsongen 2004/2005 och gjorde andra målet i Derby della Capitale (mot Lazio) 26 februari 2006. Vinsten i den matchen gjorde att Roma slog rekord i flest raka segrar i Serie A.
Under de två första matcherna för Roma säsongen 2007/2008 gjorde Aquilani två mål från långt avstånd vilket ledde till att Roberto Donadoni tog med honom i herrlandslagstruppen mot Frankrike och Ukraina. Matchen mot Ukraina vann man med 2–1 efter att ha spelat 0–0 mot Frankrike dagarna innan.

### Ytterligare budgivning och Liverpool
Under sommaren 2007 lade Arsenal och Valencia bud på Aquilani, enligt italienska journalister, och buden ska ha legat på runt 15 miljoner euro. Roma tackade dock nej till buden. Efter att Roma besegrat de regerande spanska mästarna Real Madrid i åttondelsfinalen av Champions League med sammanlagt 4–2 ska Real Madrid ha erbjudit 25 miljoner euro för Aquilani. Först nu, två år senare, väljer han och AS Roma att gå skilda vägar och Aquilani väntas anlända till Merseyside och Liverpool FC för att fylla det tomrum Xabi Alonso lämnat efter sig i och med flytten till Madrid.
Aquilani debuterade för Liverpool i en match mot Arsenal i ligacupen den 28 oktober 2009 då han blev inbytt i andra halvlek. Dessförinnan hade han spelat cirka 15 minuter med Liverpools reservlag en vecka tidigare. Första gången han fick starta två matcher i rad var matcherna mot Wolverhampton Wanderers och Aston Villa den 26 respektive 29 december samma år. Aquilani gjorde sitt första mål för Liverpool den 15 mars 2010 då Liverpool besegrade Portsmouth med 4-1 på hemmaplan.
Den 21 augusti 2010 meddelade Liverpool via sin officiella hemsida att man kommit överens om att låna ut Aquilani till italienska Juventus säsongen 2010-2011. Den 25 augusti kungjorde Juventus att man genomfört lånet och att man hade en klausul för att köpa loss spelaren för 13,1 miljoner pund efter låneperioden.

## Landslagskarriär
Mellan 2004 och 2007 spelade Aquilani 19 landskamper för Italiens U21-landslag, dessförinnan hade han även spelat för Italien på U16-, U17-, U18-, U19- samt U20-nivå. Sommaren 2007 var Aquilani med i Italiens trupp till U21-EM. Han gjorde två mål under turneringen och blev uttagen i "turneringens lag".
Han debuterade i Italiens seniorlandslag den 15 november 2006 i en vänskapslandskamp mot Turkiet. Aquilani blev inbytt i andra halvlek mot Stefano Mauri i matchen som slutade 1–1. Han deltog i sin första stora internationella turnering på seniornivå då han var uttagen i Italiens trupp till EM 2008. Under turneringen blev han inbytt i Italiens 2-0-seger över Frankrike i gruppspelet och fick sedan starta kvartsfinalen mot Spanien då både Andrea Pirlo och Gennaro Gattuso var avstängda.
Aquilani gjorde sitt första landslagsmål i en match mot Montenegro den 15 oktober 2008 i kvalet till VM 2010.

## Karriärstatistik
- Uppdaterad 21 augusti 2010

| Säsong    | Klubb        | Liga           | Inhemska ligan | Inhemska ligan | Inhemska cuper | Inhemska cuper | Europamatcher | Europamatcher | Totalt | Totalt |
| --------- | ------------ | -------------- | -------------- | -------------- | -------------- | -------------- | ------------- | ------------- | ------ | ------ |
| Säsong    | Klubb        | Liga           | SM             | GM             | SM             | GM             | SM            | GM            | SM     | GM     |
| 2002/2003 | AS Roma      | Serie A        | 1              | 0              | 1              | 0              | 0             | 0             | 2      | 0      |
| 2003/2004 | Triestina    | Serie B        | 41             | 4              | 0              | 0              | -             | -             | 41     | 4      |
| 2004/2005 | AS Roma      | Serie A        | 29             | 0              | 4              | 0              | 5             | 0             | 38     | 0      |
| 2005/2006 | AS Roma      | Serie A        | 24             | 3              | 2              | 1              | 8             | 1             | 34     | 5      |
| 2006/2007 | AS Roma      | Serie A        | 13             | 1              | 4              | 2              | 5             | 0             | 22     | 3      |
| 2007/2008 | AS Roma      | Serie A        | 21             | 3              | 4              | 1              | 5             | 0             | 31     | 4      |
| 2008/2009 | AS Roma      | Serie A        | 14             | 2              | 1              | 0              | 4             | 0             | 20     | 2      |
| 2009/2010 | Liverpool FC | Premier League | 18             | 1              | 3              | 0              | 5             | 1             | 26     | 2      |
| 2010/2011 | Liverpool FC | Premier League | 0              | 0              | -              | -              | 2             | 0             | 2      | 0      |
| Totalt    | Totalt       | Totalt         | 161            | 14             | 19             | 4              | 34            | 2             | 214    | 20     |